# Сенат Византии

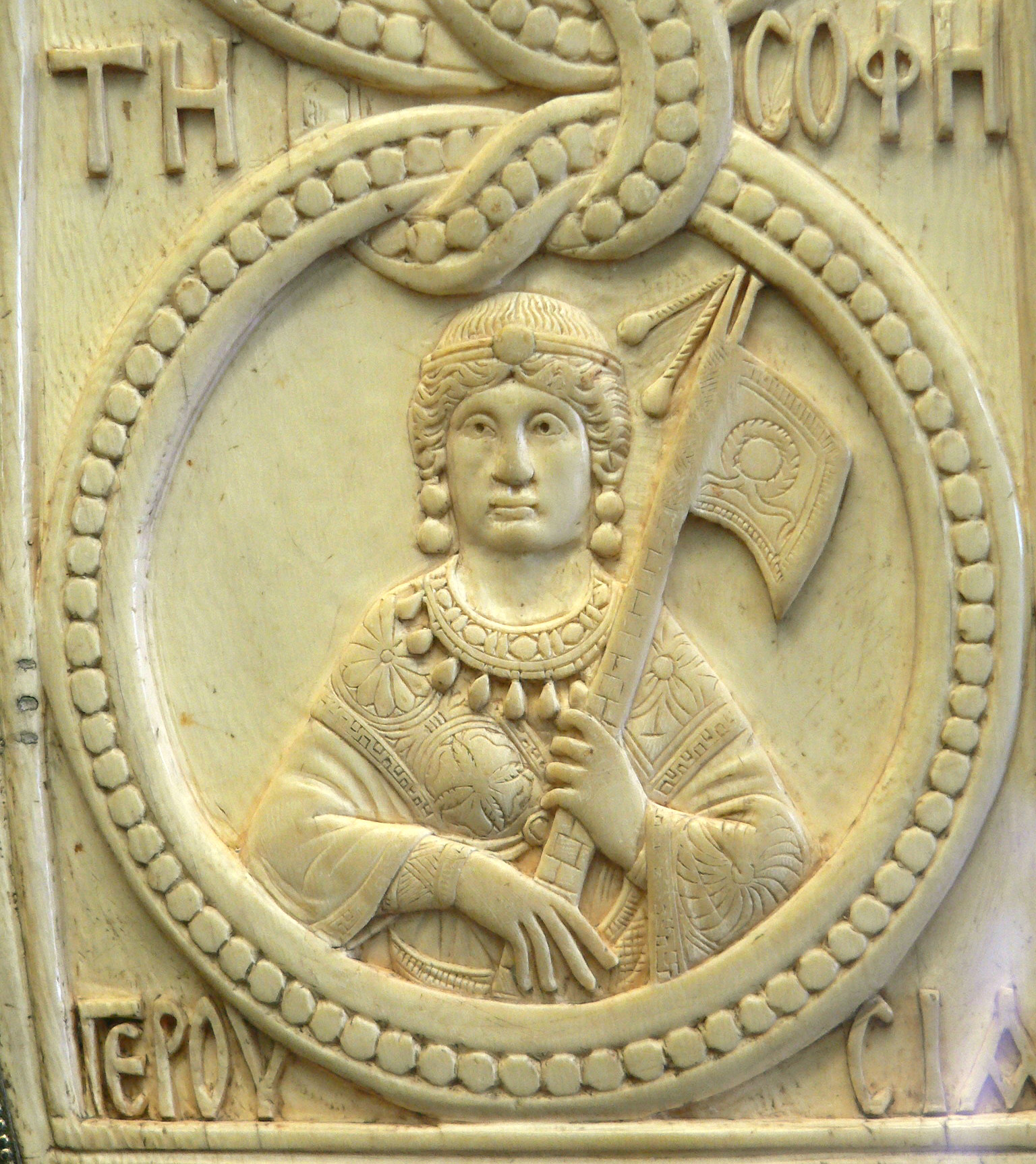
Персонификация Сената. Из консульского диптиха Феодора Филоксена, 525 г.

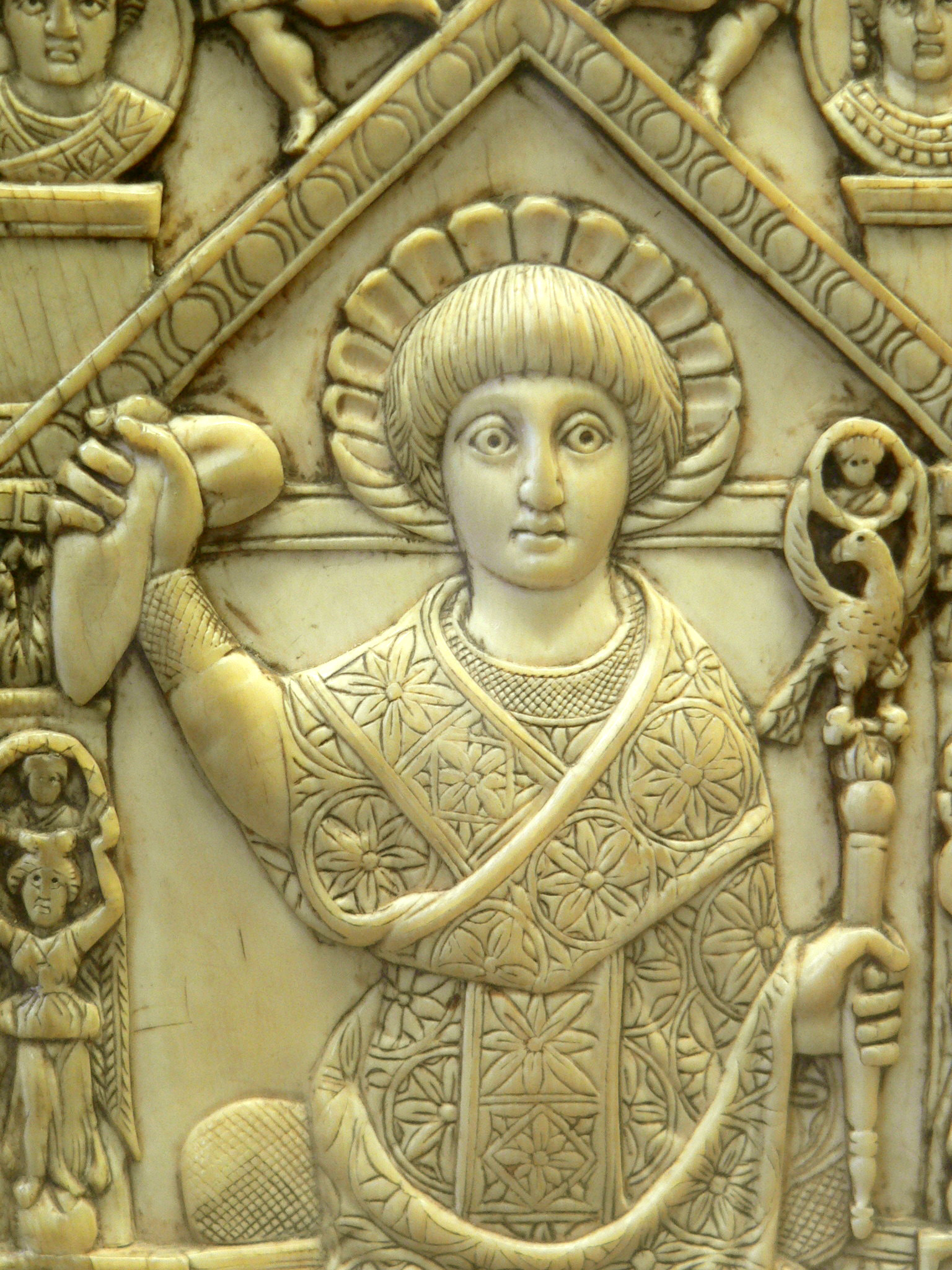
Консул Анастасий из его консульского диптиха, 517 г. Он держит консульский скипетр, увенчанный орлом, и маппа, кусок ткани, брошенный в знак начала гонок на ипподроме, положивших начало консульству.

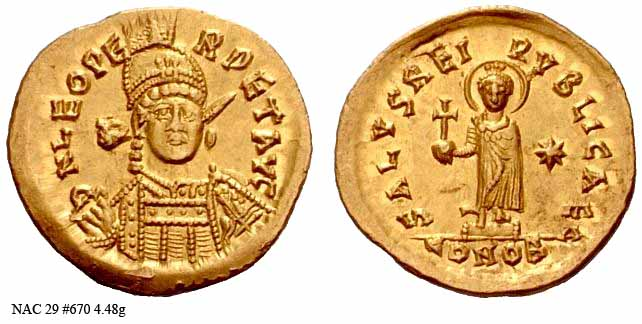
Солид в честь императорского престола Льва II. Императора называют «Спасителем Республики», которым Империя продолжала оставаться в теории.

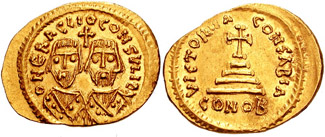
Золотой солид двух Ираклиев в консульских одеждах, отчеканенных во время восстания против Фоки в 608 году.

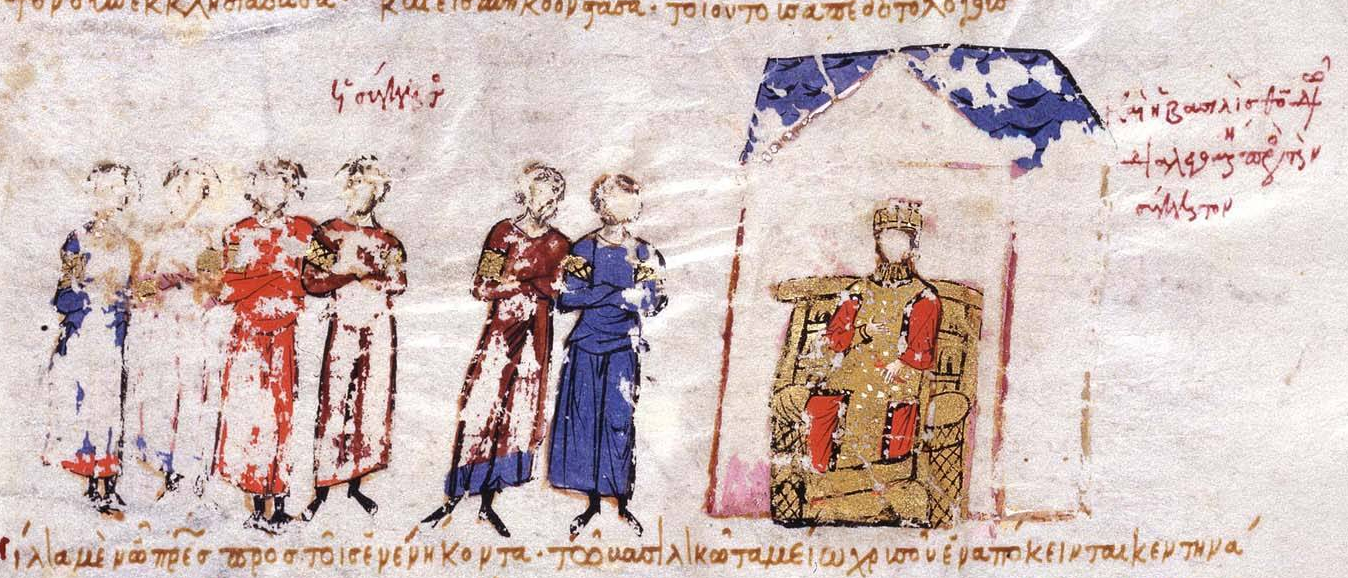
Изображение из Мадридской скилицы, на котором императрица Феодора совещается с сенатом.

Византийский (Константинопольский) сенат (греч. Σύγκλητος — Синклит; греч. Γερουσία — Герусия) может обозначать два различных понятия: совокупность членов высшего сословия Константинополя, либо законодательный орган, членами которого являлись представители сенаторского сословия. В разные исторические периоды роль этого собрания менялась, бывая как церемониальной, так и весьма значительной. В первом указанном смысле данное понятие присутствует на протяжении всей истории Византии, тогда как политическая роль византийского сената исчезла уже к концу VI века.

## В исторической перспективе

### Ранний период. IV—VI века

#### Образование
Образование сената в Константинополе традиционно связывают с именем Константина Великого и основанием города в 330 году. При этом современные исследователи полагают, что приобретение городом столичных функций заняло примерно столетие. Сенат, который первоначально был не более чем городским советом Византия, в русле этого развития становился аналогом сената римского. Новая роль константинопольского сената стала заметнее при Константине II, который законодательно установил условия вхождения в Сенат и довёл количество его членов до 2000, что превышало количество куриалов в любом другом городе империи.

#### Состав и формирование
Требования для вступления в Сенат в IV веке сводятся к следующему:
- Получение от императора почётного звания клариссима (лат. clarissimus), сопутствовавшего более важным административным должностям;
- Согласие самого Сената, что являлось данью республиканской традиции включения в Сенат потомков сенаторов не ранее, чем они в течение года исполняли преторскую должность;
- Разовая раздача значительной суммы денег или устроение зрелищ.

На практике, новый сенат формировался из чиновников и богатых и влиятельных провинциальных куриалов Восточной части империи. Лица, занятые позорящими видами деятельности, физическим трудом, торговцы и банкиры, не могли быть членами Сената. Вскоре формирование сенаторского сословия изменилось, когда появились более высокие титулы спектабиля (лат. spectabilis) и иллюстрия (лат. illustris). В то время, как количество членов сената возрастало, привилегии от членства в нём давал только титул иллюстрия. В конце концов, только его обладатели стали считаться сенаторами. Звание сенатора не было наследственным, а в ряде случаев даже не было пожизненным.

#### Полномочия
В первые два столетия своего существования Константинопольский Сенат, как орган власти, обладал некоторыми полномочиями, к которым относились городское управление как отголосок прошлого, формальная ратификация без обсуждения и возможности изменения выпускаемых императором законов, и — самое существенное — судебные обязанности. Однако в силу своего состава и принадлежности к управленческой своих членов к элите империи, Сенат играл важную роль в периоды нестабильности или неопределённости в наследовании трона, как это неоднократно случалось во второй половине V века. Заседания Сената проходили под председательством префекта столицы, хотя также есть свидетельства о существовании отдельной должности главы Сената.
Считается, что с конца VI века Сенат утрачивает свою независимость. Из его предыдущих обязанностей изредка встречаются упоминания о судебных, причём не на регулярной основе и не как функция Сената в целом, а лишь отдельных его членов. С этого времени роль Сената как совещательного органа неформальна. Вероятно, что этот упадок связан с теми подозрениями, которые стал испытывать к сенаторскому сословию Юстиниан I после восстания Ника. Скорее всего, это был довольно длительный процесс, этапы которого сложно проследить. Начиная с VII века, слово «Сенат» употребляется в значении совета, участвующего в принятии императором решений. При этом неясно, следует ли его соотнести с узким императорским советом (консисторием), или c более представительным собранием высших сановников. Также неизвестно, был ли его состав фиксирован или же определялся в зависимости от обстоятельств волей императора.
С XI века понятие «Сенат» утрачивает конкретный смысл и может обозначать двор, аристократию или императорский совет. Эта неопределённость в понятиях означает, что Сенат как орган власти более не существовал, сохраняясь только как отдельный сенаторский класс.

## Здание сената
Известно о нескольких комплексах зданий, занимаемых константинопольским сенатом до конца V века. Одно из них располагалось на площади Августеон, другое на форуме Константина. Начиная с эпохи Юстиниана I, заседания сената проходили в Большом Константинопольском дворце, возможно — в Магнавре.